# Свидетелство за арийски произход
Свидетелството за арийски произход (на немски: Ariernachweis) е документ, издаван от властите в Нацистка Германия, удостоверяващ, че даден човек принадлежи към „арийската раса“.

На 7 април 1933 г. е въведен параграф 3 (т.нар. арийски параграф) в германския „Закон за възстановяване на чиновничество“ (Gesetz Zur Wiederherstellung Des Berufsbeamtentums), който предвижда влизането в сила на изискването за арийски произход в германското право от 11 април 1933 г. За първи път се дава легална дефиниция за „неариец“: 
| „ | За неариец се счита онзи, който произхожда от неарийски, и особено еврейски родители или прародители (баби и дядовци). Достатъчно е лицето да има поне един родител или прародител (баба или дядо) неариец. Това се предполага, ако един от родителите или прародител (баба или дядо) принадлежи към еврейската религия (юдаизъм) | “ |
| Erste Verordnung zur Durchführung des Gesetzes zur Wiederherstellung des Berufsbeamtentums (11.04.1933) | |   |